# Chiesa della Madonna della Piaggia
La chiesa della Madonna della Piaggia è un edificio sacro situato nel comune di Rapolano Terme, a poca distanza da Serre di Rapolano, in località Le Cave, lungo la strada che conduce a San Gimignanello.

## Descrizione
Fu fondata nel 1407 dal grancere di Serre, al tempo del rettore dello Spedale di Santa Maria della Scala di Siena Paolo di Paolo Serfucci, che desiderava erigere una chiesa dedicata a Santa Maria Maddalena non solo nella grancia ma anche in campagna. La chiesetta fu costruita a protezione e racchiudendo un antico tabernacolo con un affresco trecentesco raffigurante la Madonna col Bambino, da attribuire a Lippo Vanni, racchiuso in una cornice a stucco settecentesca. Dal 1808 la chiesa appartiene alla Compagnia della Misericordia, dove è custodita l'antica campana datata 1498.